# Revue critique de fixxion française contemporaine
 (septembre 2012).
La Revue critique de fixxion française contemporaine est une revue universitaire électronique, créée à l'initiative de Pierre Schoentjes, professeur à la Ghent University où il enseigne la littérature française, et dont le premier numéro est sorti en 2010. Cette revue scientifique à vocation internationale est une entreprise collective qui associe plusieurs spécialistes reconnus du champ. Les contributions qu'elle accueille portent sur la littérature contemporaine d'après 1980. Cette date, si elle ne correspond pas à un événement historique précis, a été retenue car elle rend possible un certain recul quant aux textes les plus anciens, et coïncide, en France ou ailleurs, à la montée en puissance d'une nouvelle génération d'écrivains. Le contenu de la revue est librement disponible sur son site. C'est aujourd'hui une des principales revues universitaires portant sur la littérature française contemporaine[réf. souhaitée].

## Ligne éditoriale
L'ambition de la revue, éditée par l'Université de Gand (Belgique) et l'École normale supérieure (Paris), est d'engager une réflexion sur les formes que prend l'écriture aujourd'hui. Des problématiques comme celles de l'autofiction, de l'écrivain face à la diversité des langues, de la multiplication des microfictions au sein de l'écriture contemporaine, ont ainsi été abordées dans les précédents numéros. Bilingue, ouverte à la littérature de France et à celle de la Francophonie, la revue accueille des contributions d'universitaires et d'écrivains, en français ou en anglais.

## Rubriques
Chaque numéro, orienté autour d'une thématique précise se compose de différentes rubriques. Un dossier d’Études, qui aborde cette thématique à travers des approches croisées, constitue le noyau de la revue. Un ou plusieurs Entretiens proposent une interview d'un auteur menée par un spécialiste. La rubrique Carte blanche laisse un auteur s'exprimer de manière libre : Éric Chevillard et Pascal Quignard s'y prêtent par exemple dans le premier numéro. Une Correspondance entre un universitaire ou un écrivain avec un (autre) écrivain permet de développer plus longuement une question spécifique. Enfin la rubrique (Re)lire interroge la mémoire de la littérature en proposant la relecture d'un texte ou d'un auteur.

## Précédents numéros
n°1 : Micro/Macro dirigé par Dominique Rabaté et Pierre Schoentjes 

n°2 : Trouver à qui parler dirigé par Wolfgang Asholt et Dominique Viart

n°3 : L'écrivain devant les langues dirigé par Dominique Combe et Michel Murat

n°4 : Fictions de soi, dirigé par Barbara Havercroft et Michael Sheringham

n°5 : Chanson/Fiction, dirigé par Bruno Blanckeman et Sabine Loucif

n°6 : Fiction et démocratie, dirigé par Emilie Brière et Alexandre Gefen

n°7 : Ecrivains-cinéastes, dirigé par Jean-Louis Jeannelle et Margaret C. Flinn

n°8 : Fiction et savoirs de l'art, dirigé par Dominique Vaugeois et Johnnie Gratton

n°9 : Fiction et virtualité(s), dirigé par Anne Besson et Richard Saint-Gelais

n°10 : Le roman policier français contemporain, dirigé par Jean Kaempfer et André Vanoncini

n°11 : Ecopoétique, dirigé par Alain Romestaing, Pierre Schoentjes et Anne Simon

n°12 : Homosexualités et fictions en France de 1981 à nos jours, dirigé par Éric Bordas et Owen Heathcote

n°13 : Fictions de l'intériorité, dirigé par Alexandre Gefen et Dominique Rabaté

n°14 : Epoqie épique, dirigé par Dominique Combe et Thomas Conrad

## Comité de rédaction
Didier Alexandre, Université Paris-Sorbonne, France

Wolfgang Asholt, Universität Ossnabrück, Allemagne

Bruno Blanckeman, Université Sorbonne Nouvelle Paris 3, France

Tara Collington, University of Waterloo, Canada

Dominique Combe, ENS Ulm, Paris, France

Frances Fortier, Université du Québec à Rimouski, Canada

Alexandre Gefen, C.N.R.S., France

Barbara Havercroft, University of Toronto, Canada

Maryline Heck, Université de Tours, France

Alison James, University of Chicago, États-Unis

Ann Jefferson, University of Oxford, Royaume-Uni

Jean Kaempfer, Université de Lausanne, Suisse

Marie-Chantal Killeen, Université d'Oxford, Royaume-Uni

Warren Motte, University of Colorado at Boulder, États-Unis

Michel Murat, Université Paris-Sorbonne, France

Dominique Rabaté, Université Paris Diderot-Paris VII, France

Gianfranco Rubino, Università di Roma “La Sapienza”, Italie

Pierre Schoentjes, Ghent University, Belgique

Dominique Viart, Université Lille III et Institut Universitaire de France, France